# Motilibacterales
Motilibacterales es un orden de bacterias grampositivas de la clase Actinoycetes. Actualmente contiene una sola familia (Motilibacteraceae) y un solo género: Motilibacter. Fue descrito en el año 2012. Su etimología hace referencia a bacteria móvil. Son bacterias grampositivas, aerobias y en general, móviles. Todas tienen coloración naranja y se han aislado de suelos. 

## Taxonomía
Actualmente sólo hay descrito un único género, con 4 especies:
- Motilibacter aurantiacus
- Motilibacter deserti
- Motilibacter peucedani
- Motilibacter rhizosphaerae